# Photinus greeni
Photinus greeni är en skalbaggsart som beskrevs av Lloyd 1969. Photinus greeni ingår i släktet Photinus och familjen lysmaskar. Inga underarter finns listade i Catalogue of Life.